# Götlunda kyrka, Västergötland
Götlunda kyrka är en kyrkobyggnad som tillhör Götlunda församling i Skara stift. Den ligger i en kyrkby en kilometer söder om samhället Tidan i Skövde kommun.

## Kyrkobyggnaden
Stenkyrkan är uppförd någon gång på 1100-talet eller 1200-talet och består av rektangulärt långhus med tresidigt kor i öster och kyrktorn i väster. Kyrktornet har en murad nederdel och en överdel av trä. Torntaket har en fyrsidig, sluten lanternin av trä. Vid korets norra sida finns en vidbyggd sakristia. Långhus och sakristia har branta valmade sadeltak som är belagda med enkupigt lertegel.
År 1670 brann kyrkan, men byggdes upp året därpå, varvid nuvarande tresidiga kor tillkom. Tornet byggdes 1845. 
Kyrkorummet har barockatmosfär med sin inredning från 1600- och 1700-talen, inte minst genom takmålningarna från 1732, utförda av Olof Collander och dennes lärling Johan Laurell.  

## Inventarier

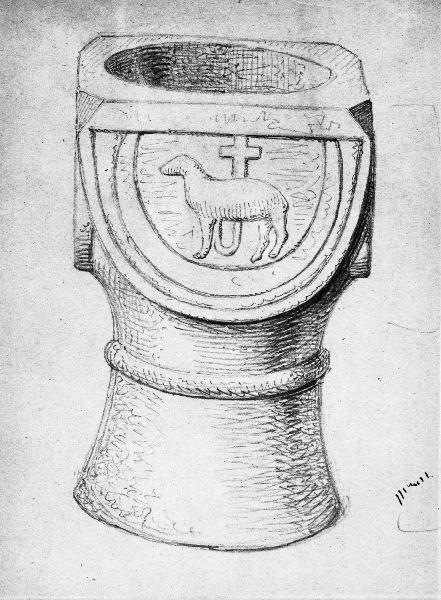
Dopfunten. Teckning av Gustaf Brusewitz.

- Dopfunten av sandsten är fyrkantig och från 1100-talet.
- Predikstolen är troligen från 1700-talet.
- Altaruppsatsen är skänkt till kyrkan 1685.

### Klockor
I tornet hänger två klockor som båda härstammar från senmedeltiden och vilka saknar inskrifter. År 1845 flyttades klockorna från den tidigare klockstapeln till det nyuppförda tornet.
- Storklockan, som troligen är äldst, har ett ovanligt brett skriftband. Mitt på kroppen finns ett inristat pentagram.
- Lillkockan är av senmedeltida typ och har endast ett tomt skriftband som dekoration.[1]

### Orgel
- Orgeln på västra läktaren har nio stämmor fördelade på två manualer och pedal. Den är byggd 1957 av Nordfors & Co och den ljudande fasaden är från samma år och tillverkare.[2]

## Exteriörbilder

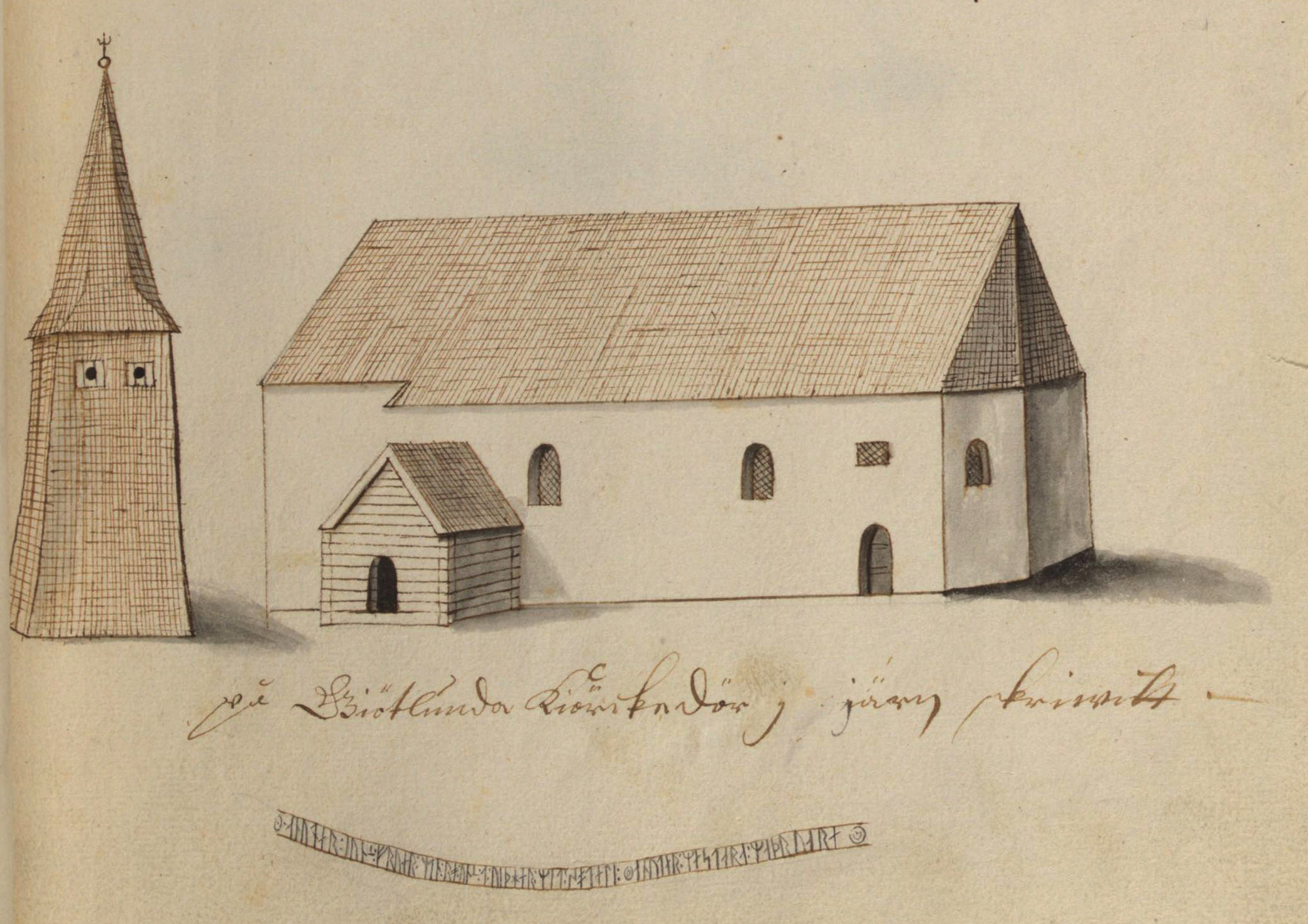
Kyrkan på teckning omkring 1670.
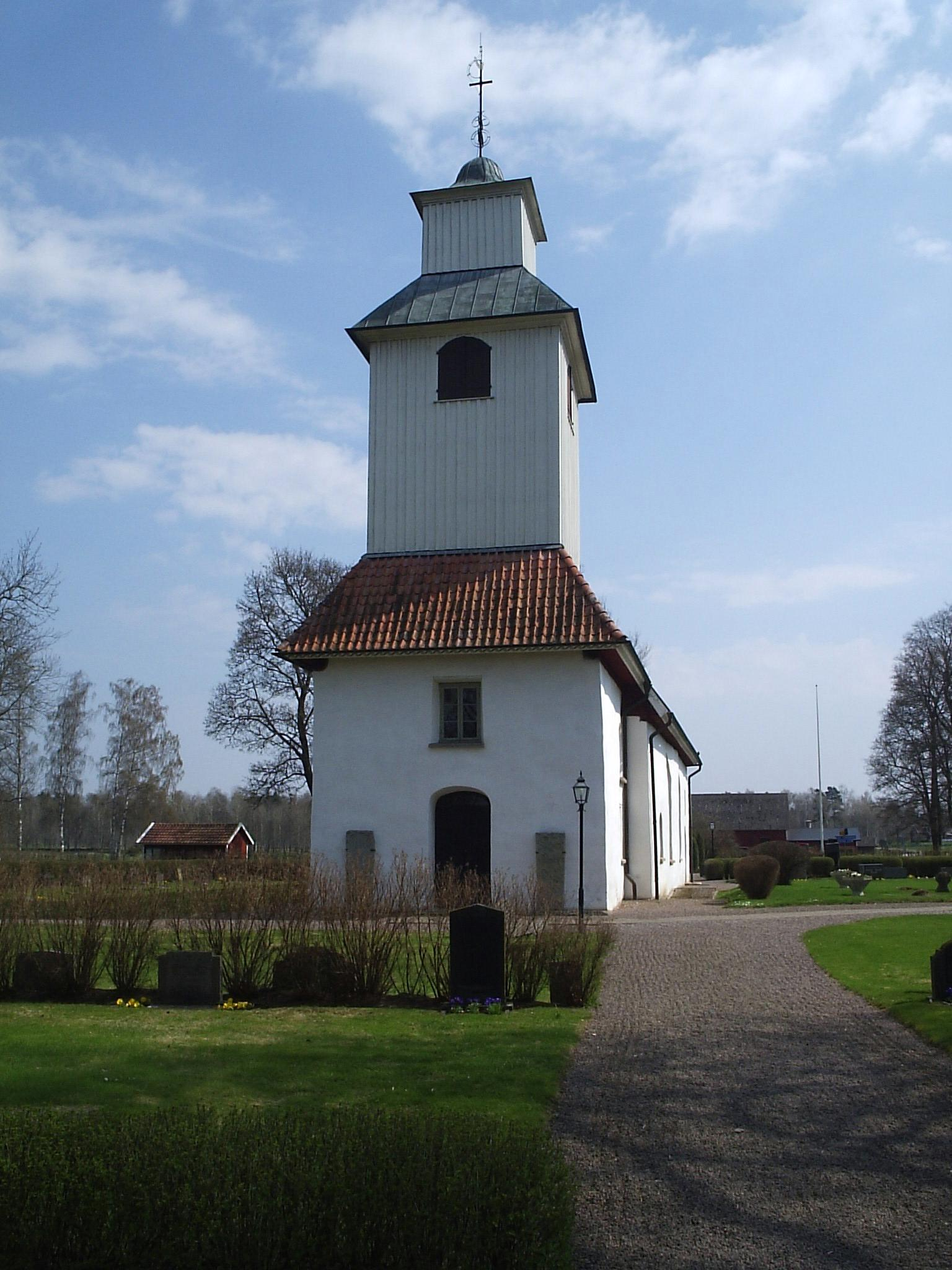
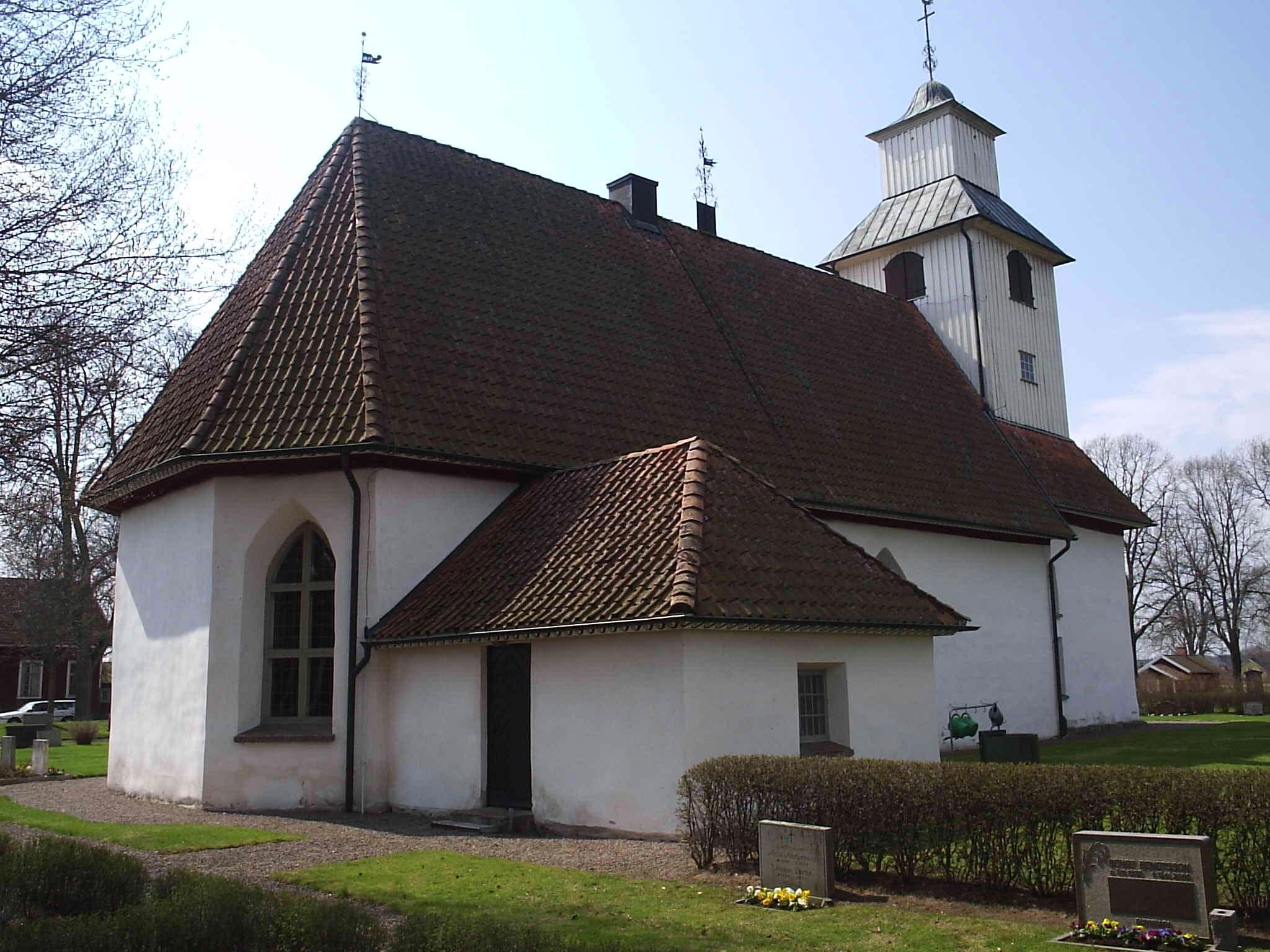

## Interiörbilder

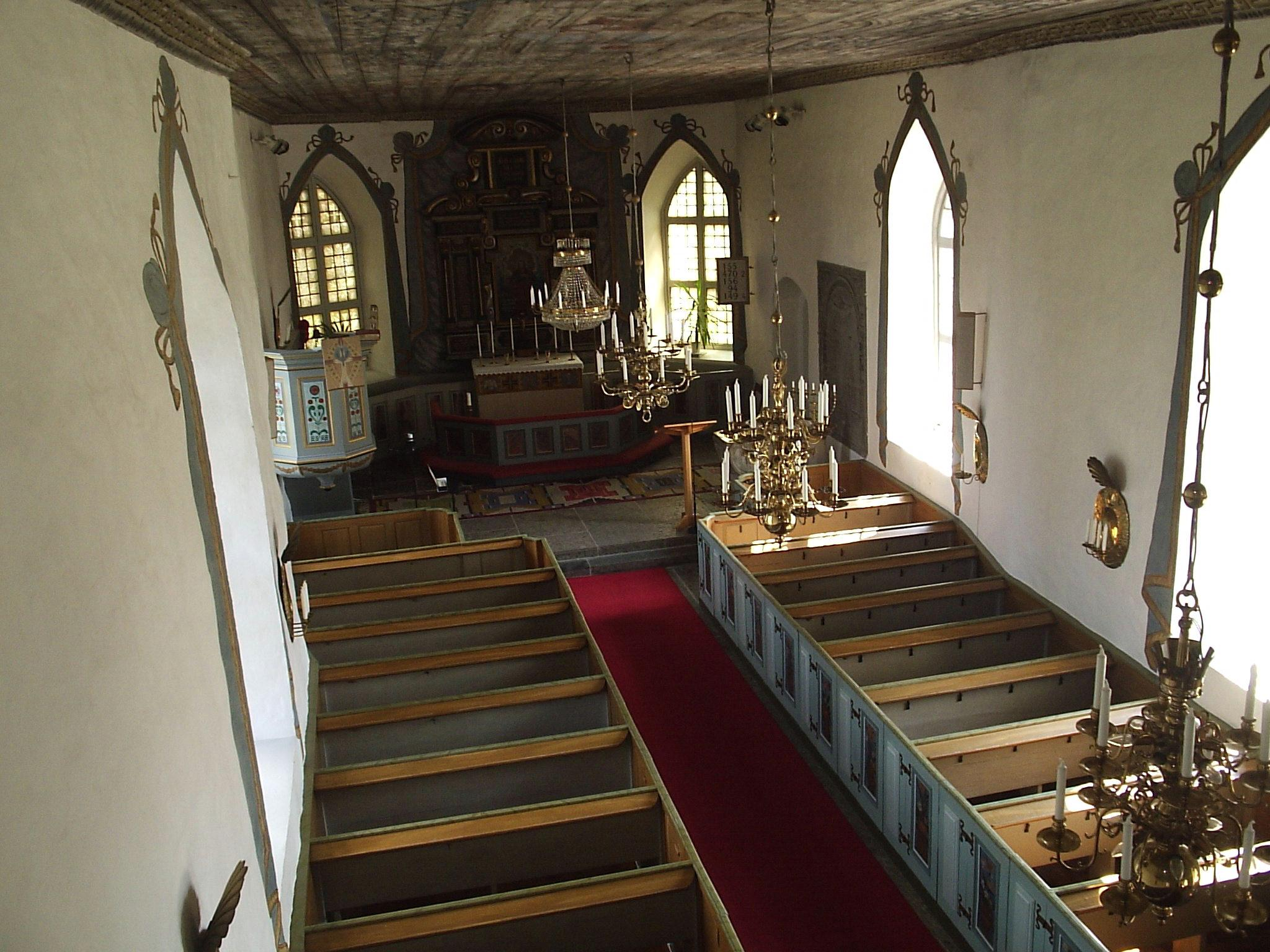
Kyrkorummet mot koret.
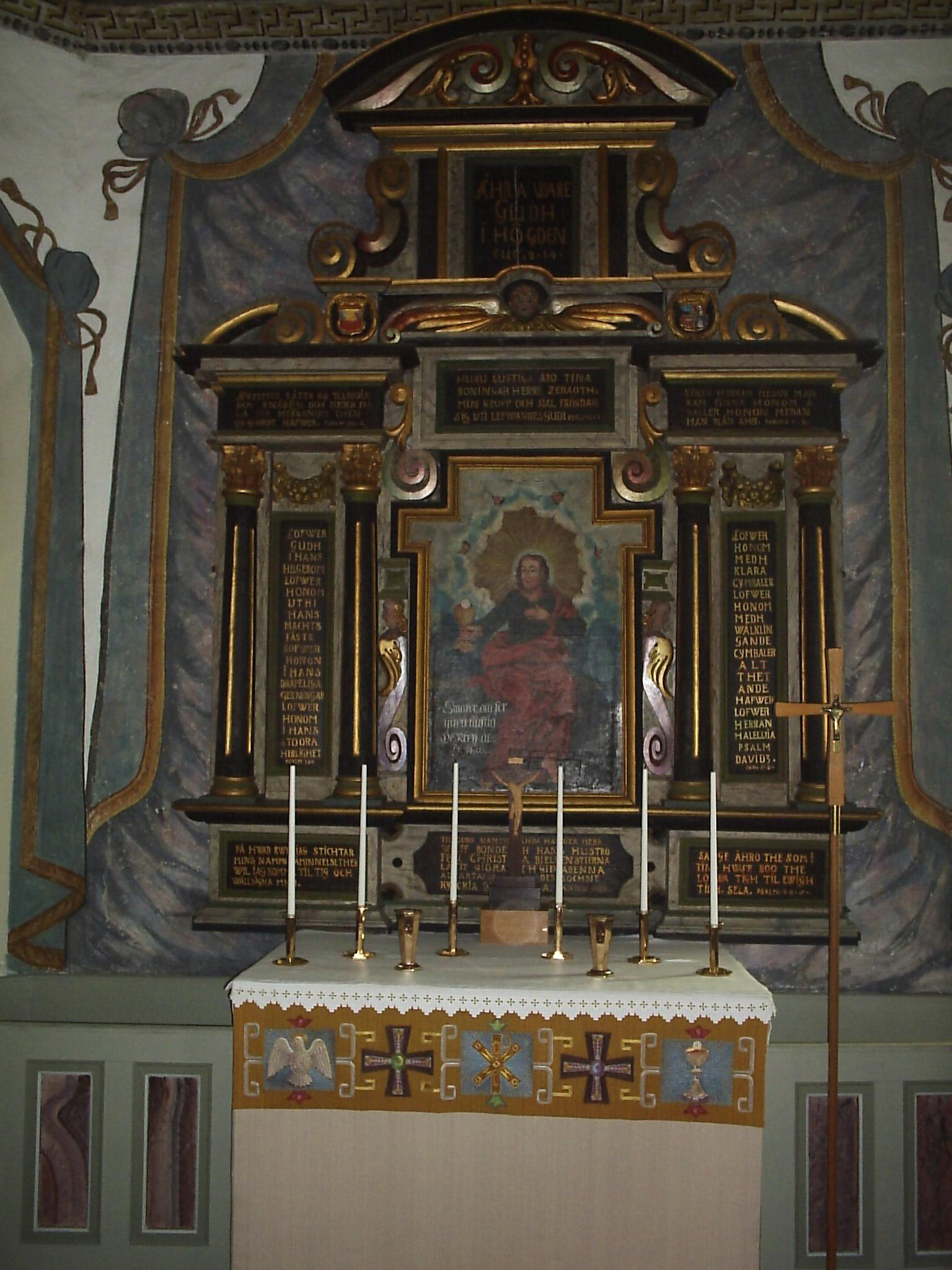
Altaret.
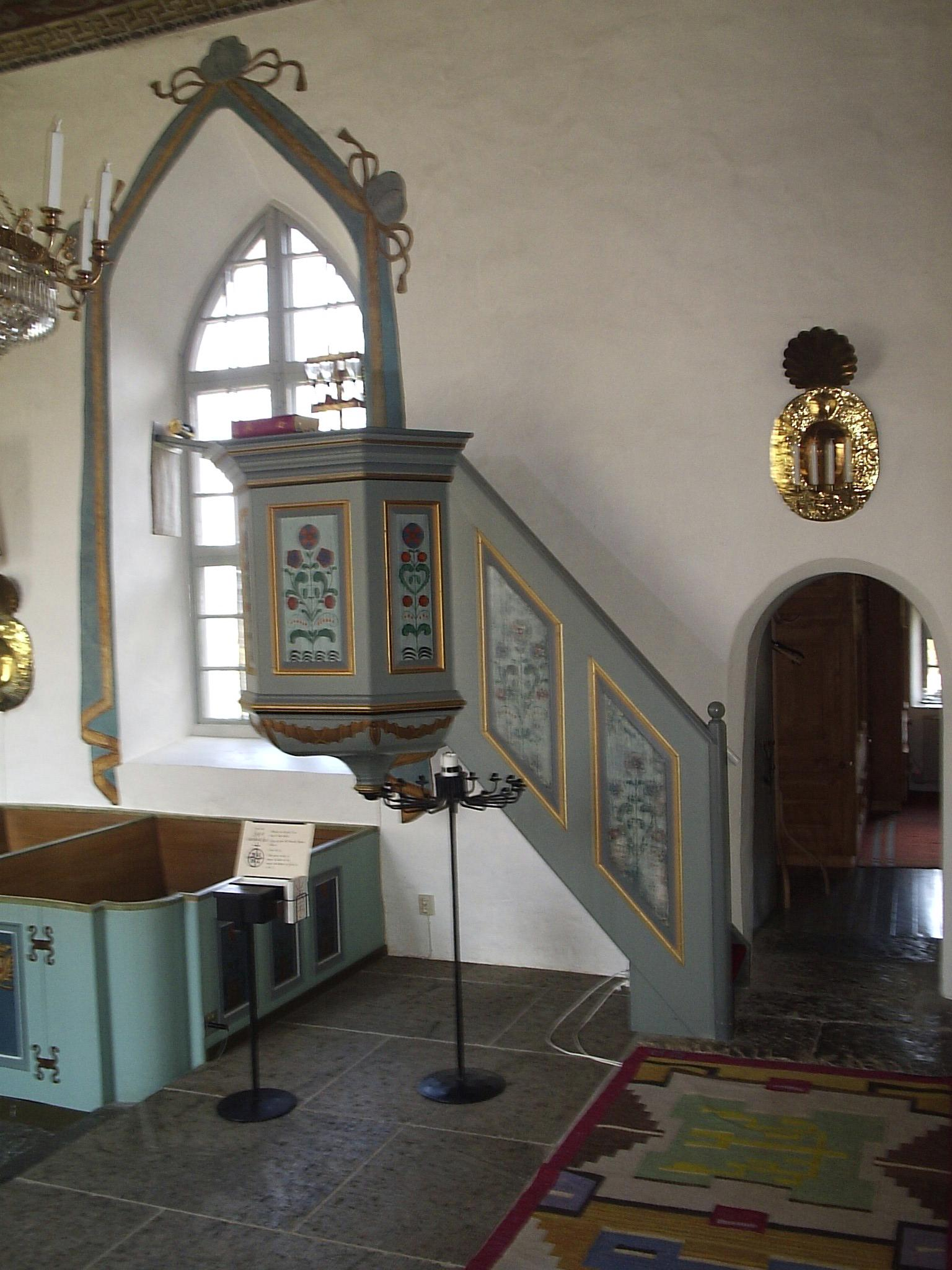
Predikstolen.
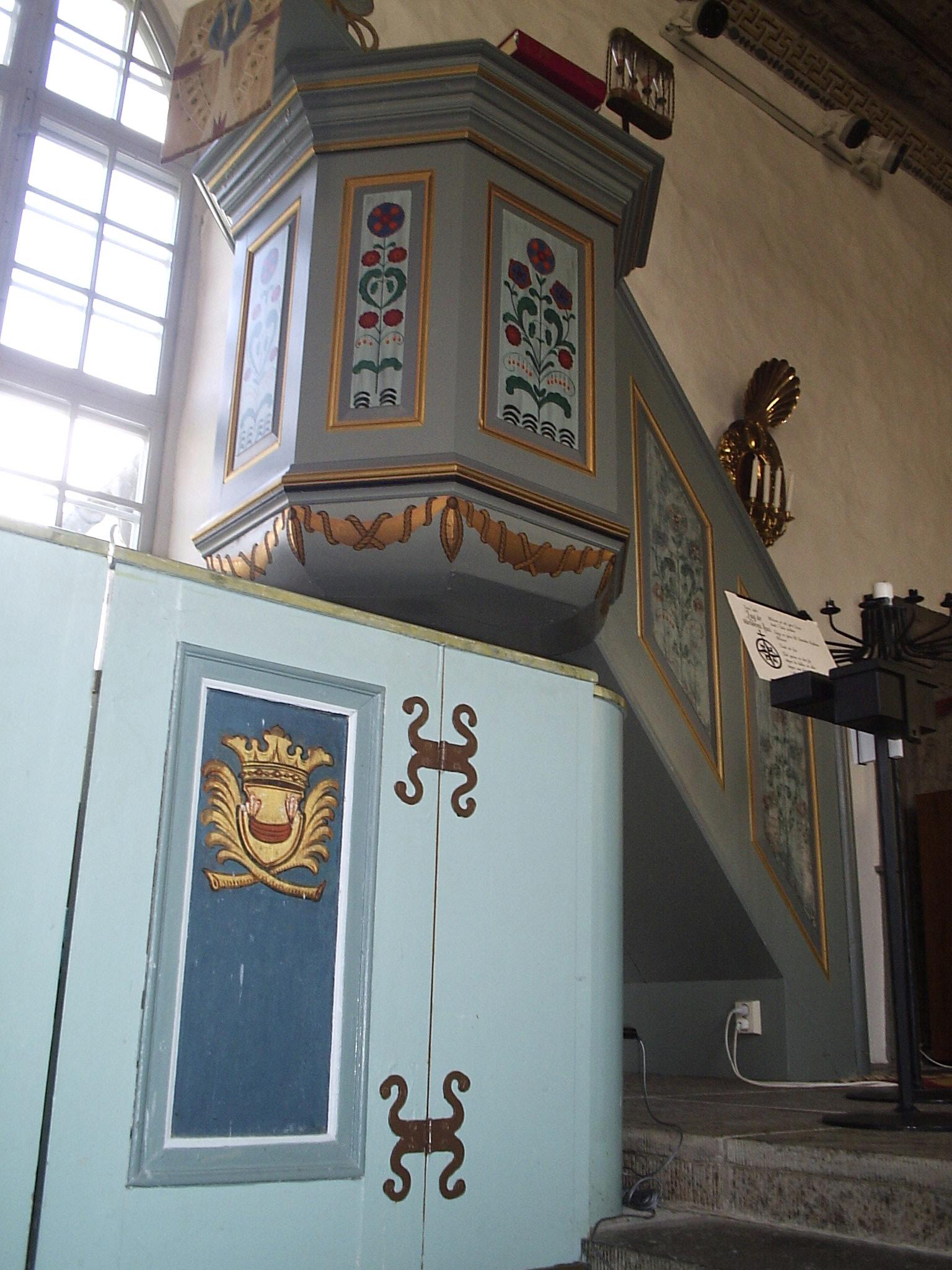
Detalj av kyrkbänk.
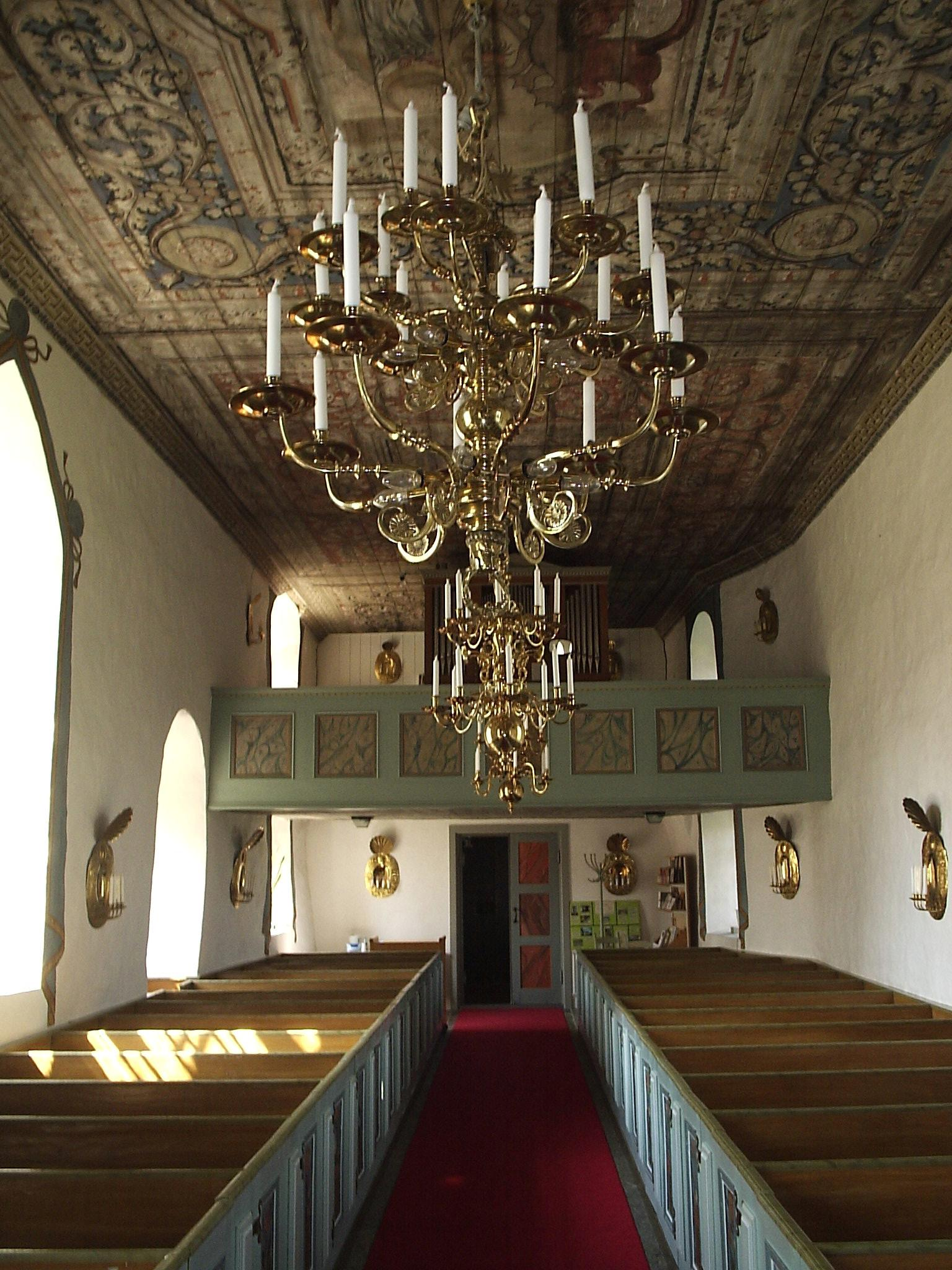
Kyrkorummet mot orgelläktaren.
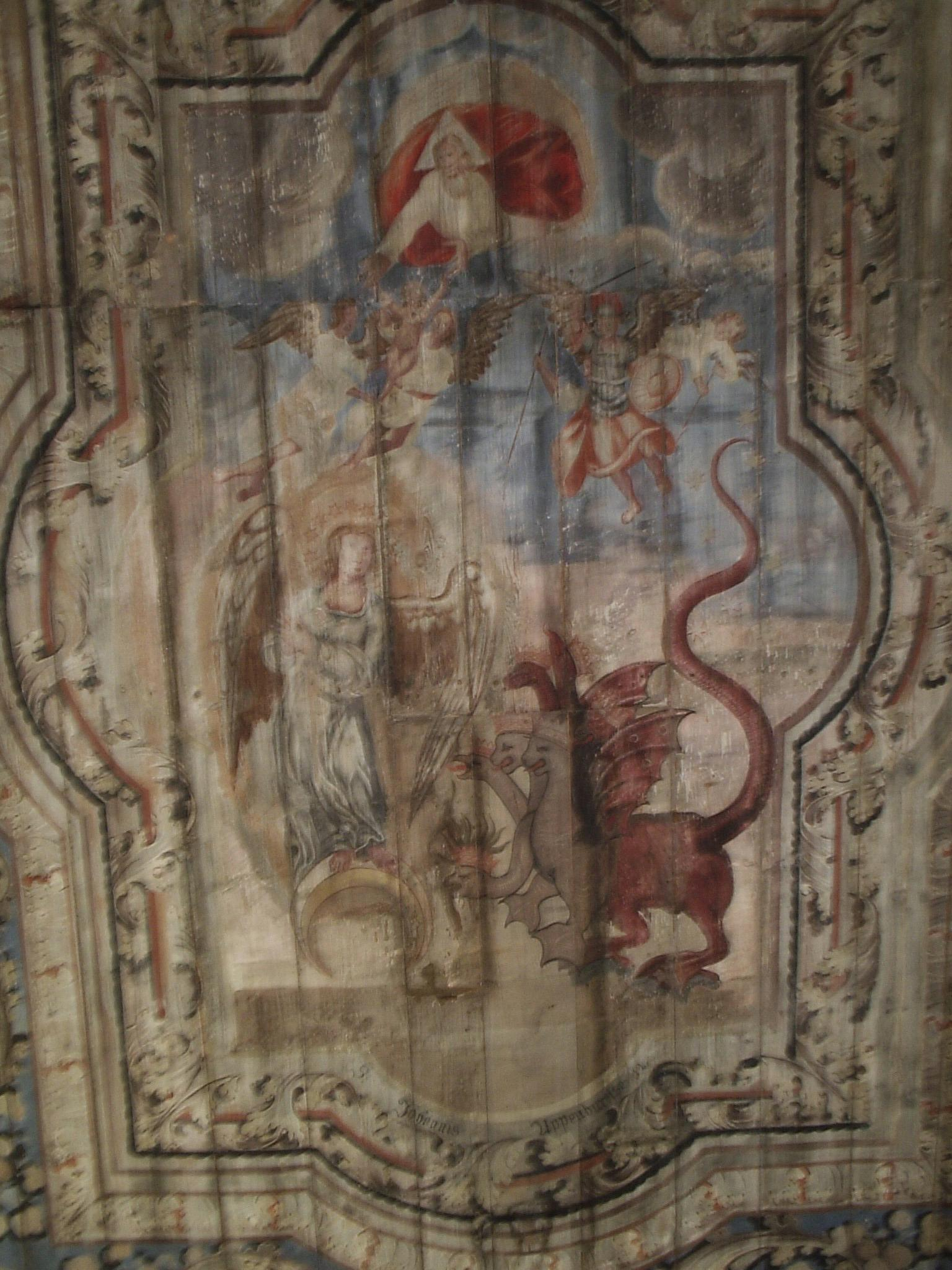
Takmålning.
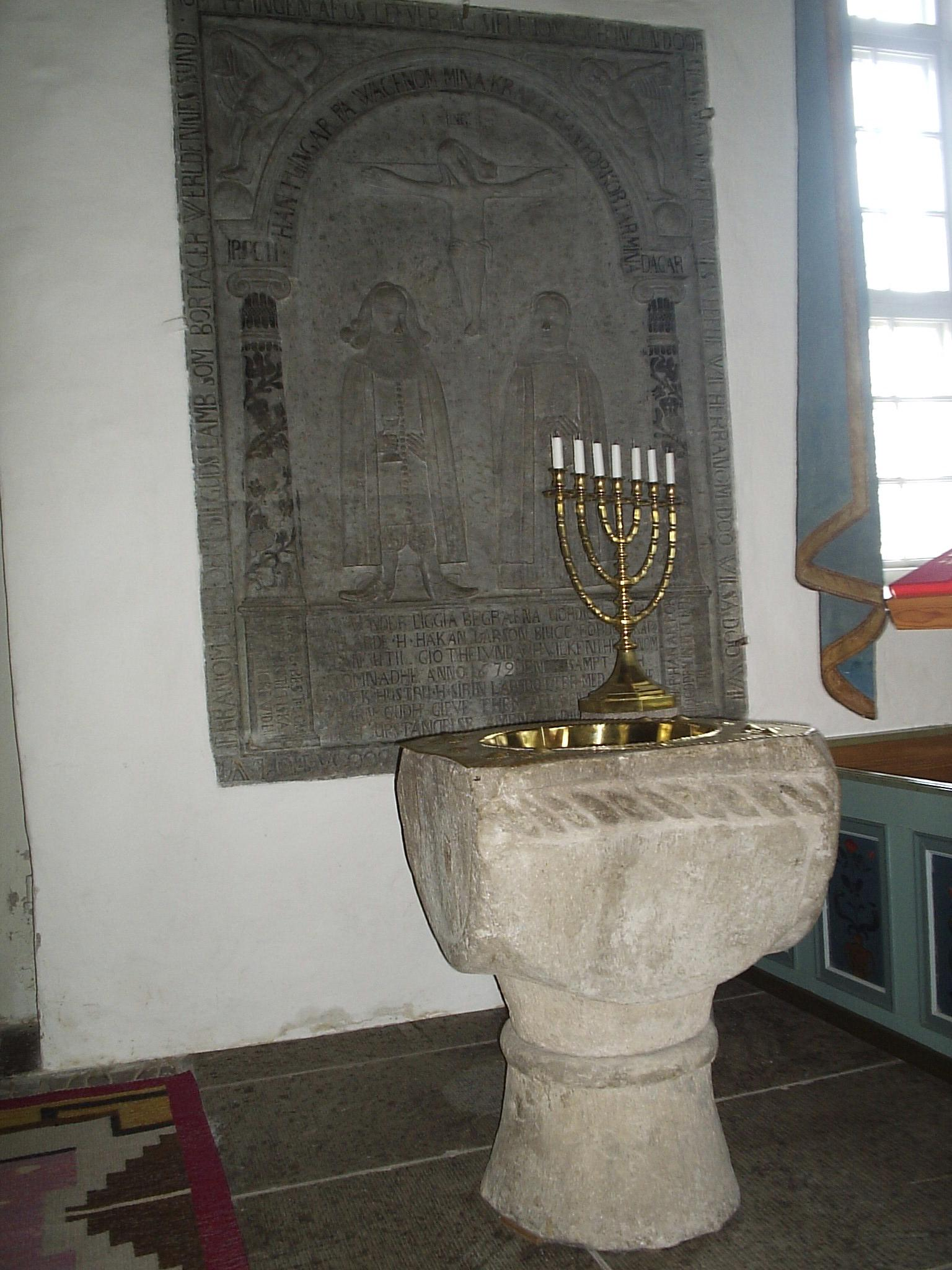
Dopfunt.